# Aeroklub Podhalański
Aeroklub Podhalański im. Leopolda Kwiatkowskiego – regionalny oddział Aeroklubu Polskiego.

## Historia Aeroklubu
Aeroklub Podhalański został założony w 1956 r. W 1960 roku powstało lotnisko w Łososinie Dolnej. Płyta lotniska została wykonana przez wojska inżynieryjne. W dniu 18 września 1960 r. ówczesny dowódca Wojsk Lotniczych i Obrony Przeciwlotniczej Obszaru Kraju, generał Jan Frey-Bielecki przekazał podczas oficjalnego otwarcia lotnisko do użytkowania Aeroklubowi Podhalańskiemu.

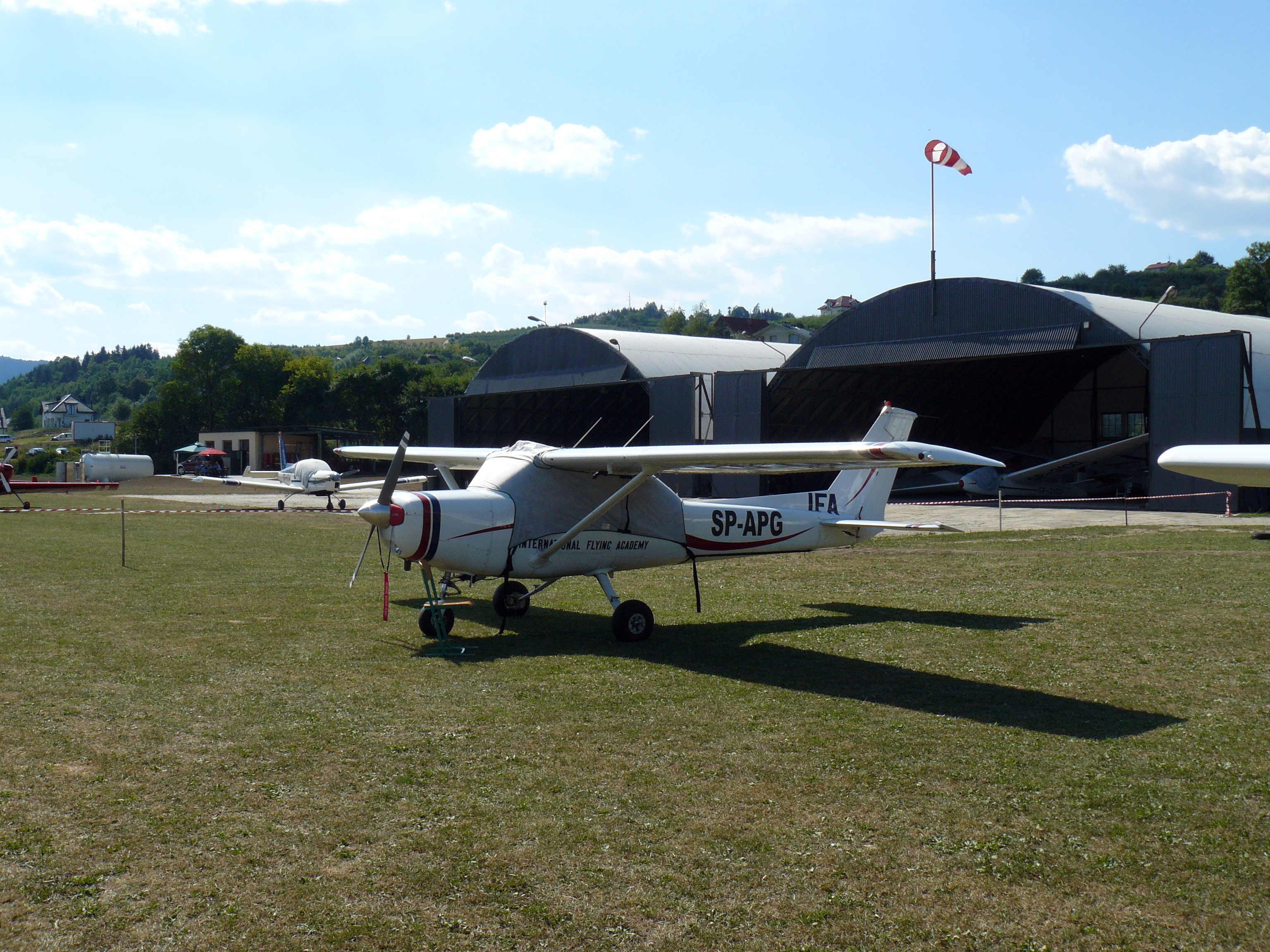
Aeroklub Podhalański, hangary

Od tego momentu przez 40 lat Aeroklub Podhalański prowadzi swoją działalność lotniczą na tym lotnisku. Wyszkolono tu wielu pilotów: W PLL LOT lata prawie 30, w wojskach lotniczych ponad 20. Wychowankowie aeroklubu zdobywali wyróżnienia i tytuły w sporcie samolotowym oraz w szybownictwie : Wiesław Iwański otrzymał tytuł i odznakę Mistrz Sportu w sporcie samolotowym (1980), Łukasz Świderski zdobył tytuł Mistrza Polski (2013) w akrobacji samolotowej, Julian Pieniążek – Mistrz Polski Juniorów w Klasie Club B, Wojciech Wojtaczka – Wicemistrz Polski Juniorów w Klasie Standard (2017r.).
Modelarze wielokrotnie zdobywali tytuły Mistrzów Polski w różnych kategoriach. W 1979 r. odbywały się na lotnisku Międzynarodowe Zawody modelarskie, a w 1983 r. Mistrzostwa świata w modelarstwie rakietowym pod patronatem i z udziałem l kosmonauty PRL Mirosława Hermaszewskiego. W 2010 roku odbyły się XV Mistrzostwa Polski w Akrobacji Szybowcowej. Między 17 a 21 lipca 2013 roku w Łososinie Dolnej odbywały się także III Rajdowe Mistrzostwa Polski.

Jesienią 2015 roku odbyły się pierwsze Jesienne Zawody Szybowcowe i Samolotowe im. Ryszarda Jaworza – Dutki, aktywnego pilota i instruktora Aeroklubu Podhalańskiego, zmarłego 31 sierpnia 2015 r.

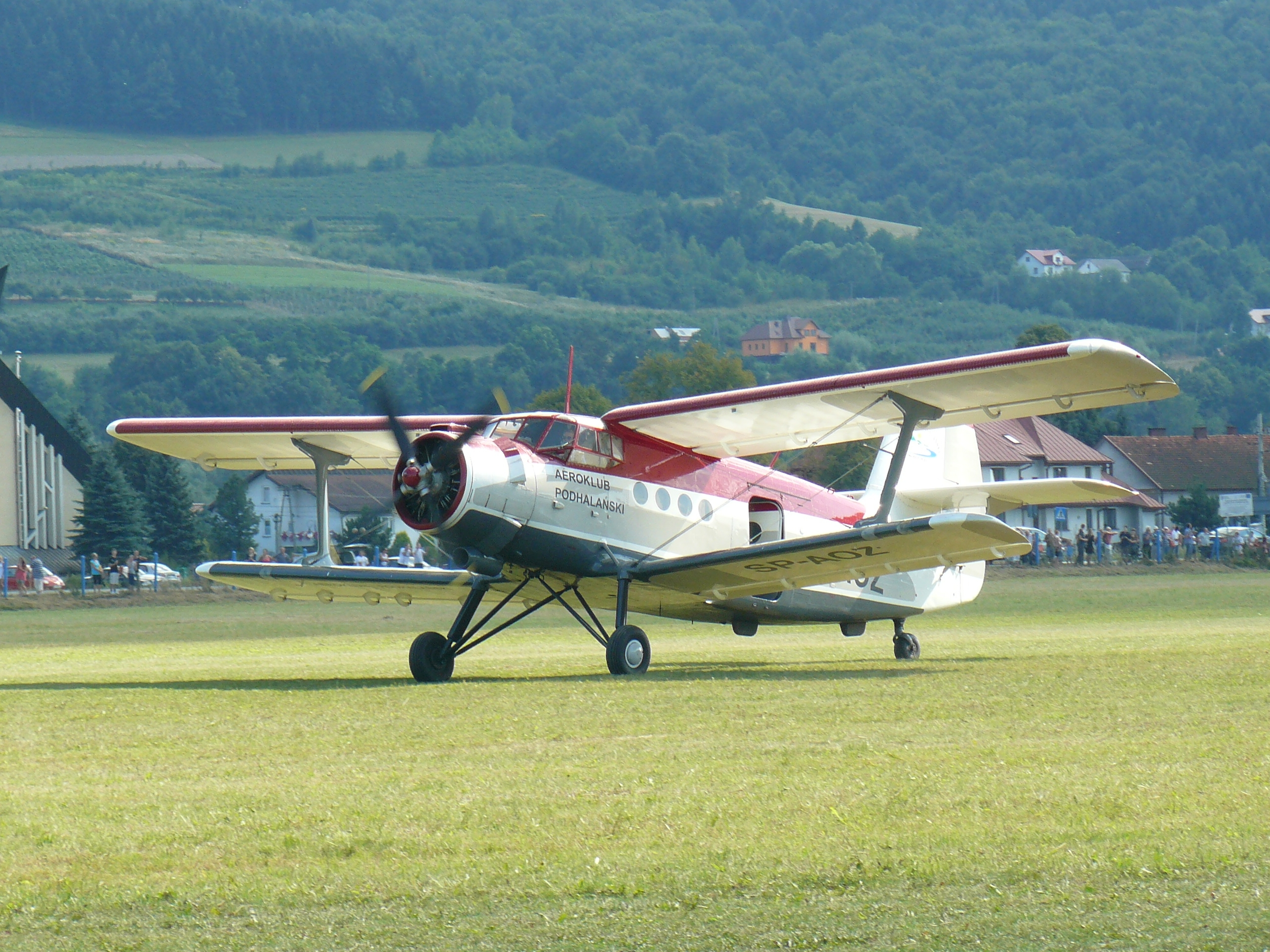
An-2 był własnością Aeroklubu Podhalańskiego

## Wyróżnienia
Złota Odznaka za Zasługi Dla Aeroklubu Polskiego – wyróżnienie przyznano dla Aeroklubu Podhalańskiego.

## Kierownictwo
Kierownikami Aeroklubu Podhalańskiego i lotniska byli od 1960 r. Jerzy Iszkowski, po jego śmierci w 1962 roku – Leopold Kwiatkowski. Od 1968 r. do 1972 r. kierownikiem lotniska był Tadeusz Złotowski. a od 1973 r. do 1991 r. Funkcję Dyrektora Aeroklubu Podhalańskiego pełnili kolejno:Józef Smaga (1973–1991), Stanisław Filipek (1993–2009), Roman Matyjewicz (2009–2016), Roman Filipek (2016–2018), Piotr Wszołek (2018–2019), Robert Ryng (2019), od roku 2019 Dyrektorem Aeroklubu Podhalańskiego jest Krzysztof Witek.

## Źródła dochodu
Od dziesięciu lat aeroklub jest stowarzyszeniem samofinansującym się, (nie otrzymuje żadnych dotacji). Utrzymuje się z wypracowanych wyłącznie przez siebie środków które zdobywane są m.in. przez zrzuty szczepionki przeciw wściekliźnie, loty reklamowe, zrzuty wiązanek ślubnych, organizowane co roku festyny lotnicze z okazji święta Lotnictwa cieszące się bardzo dużą popularnością wśród społeczeństwa. Pomocą służą także nieliczni sponsorzy.

## Flota Aeroklubu
| Typ Szybowca             | Znaki Rejestracyjne | Ilość |
| ------------------------ | ------------------- | ----- |
| SZD-9 bis Bocian         | SP-2799, SP-3100    | 2     |
| SZD-50-3 Puchacz         | SP-3366             | 1     |
| SZD-48 Jantar Standard 2 | SP-3187             | 1     |
| SZD-51-1 Junior          | SP-3479, SP-3507    | 2     |
| SZD-30 Pirat             | SP-3015, SP-2861    | 2     |
| SZD-36A Cobra            | SP-3093             | 1     |
| PW-5 Smyk                | SP-3739             | 1     |
| Razem:                   | Razem:              | 10    |

| Typ Samolotu  | Znaki Rejestracyjne | Ilość |
| ------------- | ------------------- | ----- |
| Cessna 152    | SP-APG, SP-ULA      | 2     |
| Cessna 172    | SP-APH, SP-CKI      | 2     |
| Jak-12        | SP-AWD, SP-AWF      | 2     |
| PZL-104 Wilga | SP-ECC              | 1     |
| 3Xtrim        | SP-YPH              | 1     |
| Razem:        | Razem:              | 8     |